# Roscoe (Texas)
Pour les articles homonymes, voir Roscoe.
Roscoe est une ville située au nord-ouest du comté de Nolan, au Texas, aux États-Unis,. La ville construite en 1881 était initialement baptisée Vista. Elle est incorporée en 1907.

## Démographie
Lors du recensement de 2010, la ville comptait une population de 1 322 habitants. Elle est estimée, en 2016, à 1 318 habitants.

## Personnalités
- Veda Victoria (Vicky) Ross (1927-2002), une des Ross Sisters, est née à Roscoe.

### Source de la traduction
- (en) Cet article est partiellement ou en totalité issu de l’article de Wikipédia en anglais intitulé « Roscoe, Texas » (voir la liste des auteurs).